# Ángel Rambert
Ángel Rambert (Buenos Aires, 12 giugno 1936 – 25 ottobre 1983) è stato un calciatore francese, di ruolo centrocampista.

## Carriera

### Nazionale
Ha collezionato cinque presenze con la propria Nazionale.

## Palmarès
- Coppa di Francia: 2

Olympique Lione:1963-1964, 1966-1967